# Zinsei
Zinseier (auch Hubeier) sind diejenigen Eier, die früher von den Bauern als Grundzins bzw. Bodenzins oder Pachtzins an den Grundherrn am Ende des Zinsjahres, das im Mittelalter vor Ostern endete, abgegeben werden mussten.
Der Ostertermin ergab sich, da es im Mittelalter Christen in der Fastenzeit verboten war, Eier zu essen, weil Hühnereier als Fleischspeise galten. Der dadurch bedingte Eier-Überschuss wurde zur Bezahlung des Pachtzinses verwendet. Was übrig blieb, wurde in der Familie zum Osterfest gegessen.
Das Problem der Haltbarkeit wurde dadurch gelöst, dass die Eier gekocht und zur Unterscheidung von den nicht gekochten Eiern – meist mit Roter Bete – eingefärbt wurden.
Vor allem im kirchlichen Bereich wurde aber aus dem Zinsei oft bald das Schenkei, das in der österlichen Zeit an Personal, Pfründner, arme Leute und erst später, aber zunehmend auch an Kinder zurückverschenkt wurde.
Mit der Aufhebung der Grundherrschaft und der Ablösung der Naturalien durch Geld entwickelte sich aus dem Schenkei alsbald das Osterei im heutigen Sinne.